# Pływanie na Letnich Igrzyskach Olimpijskich 1904 – 100 jardów stylem grzbietowym mężczyzn
Konkurencja pływacka 100 jardów stylem grzbietowym na Letnich Igrzyskach Olimpijskich 1904 w Saint Louis odbyła się 6 września 1904 r. Uczestniczyło w niej 6 pływaków z 2 państw.

## Wyniki
| Poz. | Zawodnik        | Wynik  |
| ---- | --------------- | ------ |
| 1.   | Walter Brack    | 1:16,8 |
| 2.   | Georg Hoffmann  | b.d.   |
| 3.   | Georg Zacharias | b.d.   |
| 4.   | Bill Orthwein   | b.d.   |
| 5–6. | Edwin Swatek    | b.d.   |
| 5–6. | David Hammond   | b.d.   |